# Артрит
Артри́т (через лат. arthrītis «ломота в суставах» от ἄρθρον «сустав») — собирательное обозначение болезней (поражений) суставов воспалительной этиологии. Может быть основным заболеванием (например, спондилит) или проявлением другого заболевания (например ревматизма). Протекает в острой и хронической формах (артроз) с поражением одного или нескольких (полиартрит) суставов. Среди причин различают инфекции (туберкулёз, бруцеллёз), обменные нарушения (например при подагре), травмы и др.

## Эпидемиология
Артрит является широко распространённым заболеванием в человеческой популяции. В одних только Соединённых Штатах артритом страдают более 42 миллионов человек, причём каждый шестой вследствие этой болезни стал инвалидом. Следует заметить, что среди причин инвалидности в этой стране артрит стоит на первом месте. Как сообщают Центры по контролю и профилактике заболевания, артрит оказывает на экономику США «приблизительно такое же действие, какое оказывает умеренный экономический спад»: заболевание обходится американцам более чем в 64 миллиарда долларов ежегодно. Эти убытки связаны с расходами на лечение и со снижением производительности труда. Что касается развивающихся стран, таких как Бразилия, Индия, Индонезия, Китай, Малайзия, Мексика, Таиланд, Филиппины и Чили, то согласно исследованиям, упоминаемым всемирной организацией здравоохранения, артрит и подобные ему заболевания причиняют там «ничуть не меньший вред, чем в богатых странах».
С течением времени число страдающих артритом постепенно увеличивается. Хотя в Африке и Азии артрит распространён не так широко, как в Европе, число страдающих этим заболеванием стремительно растёт и в этих частях света. Ввиду такой распространённости артрита всемирная организация здравоохранения объявила период с 2000 по 2010 годы «Десятилетием борьбы с заболеваниями костей и суставов». В течение этого времени врачи и работники сферы здравоохранения направляют все усилия на то, чтобы облегчить жизнь тех, кто страдает заболеваниями костно-мышечной системы, в том числе артритом.

## Этиология
Причина развития ревматоидного артрита достоверно не известна. В настоящее время наиболее распространена иммуногенетическая теория возникновения ревматоидного артрита, согласно которой предполагается наличие генетически обусловленного дефекта иммунной системы, приводящего к патологической реакции на провоцирующие факторы.
В 1998 году американский врач Дональд Унгер опубликовал исследование, согласно которому щёлканье суставами не приводит к артриту.
В 2009 году за это открытие он удостоился Шнобелевской премии в области медицины.

## Патогенез
В основе патогенеза ревматоидного артрита лежат аутоиммунные нарушения, преимущественно нарушения регуляции синтеза ревматоидного фактора (представляющего собой антитела к иммуноглобулинам) и иммунокомплексными процессами, приводящими к развитию синовита, а в некоторых случаях и генерализованного васкулита. Деформация суставов при ревматоидном артрите обусловлена образованием и разрастанием в синовиальной оболочке грануляционной ткани, которая постепенно разрушает хрящ и субхондральные отделы костей, происходит формирование узур (эрозий), с развитием склеротических изменений, фиброзного, а затем и костного анкилоза. Характерные подвывихи и контрактуры обусловлены отчасти и изменениями в сухожилиях, серозных сумках и капсуле сустава.

## Классификация
Первичные формы:
- Остеоартроз
- Ревматоидный артрит
- Септический артрит
- Подагра и псевдоподагра (хондрокальциноз)
- Ювенильный идиопатический артрит
- Болезнь Стилла
- Спондилит

Артриты, проявляющиеся при других болезнях:
- Системная красная волчанка
- Пурпура
- Псориатический артрит
- Реактивный артрит
- Гемохроматоз
- Гепатит
- Гранулёматоз
- Боррелиоз
- и др.

## Клиническая картина
Все типы артрита сопровождает боль, характер которой зависит от типа артрита. Также для артритов характерны покраснение кожи, ограничение подвижности в суставе, изменение его формы. Часто подверженные болезни суставы неестественно хрустят при нагрузке. Человек, болеющий артритом, может испытывать трудности в случаях, если нужно применить физическую силу.
Элементы истории болезни обуславливают диагноз. Важными элементами являются время появления и скорость развития болезни, наличие утренней тугоподвижности, боли, «запирание» сустава вследствие неактивности и др. Рентгенография и томограмма используются для более точной диагностики.

## Диагностика
Диагностика артрита представляет собой довольно сложную задачу. Это связано с тем, что причины, вызывающие воспалительные процессы в суставах могут быть различными. Некоторые виды артритов распространены широко и легко диагностируются, а есть такие, при которых поставить правильный диагноз может только опытный врач, после проведения тщательного обследования пациента. Причиной развития артрита может быть какой-либо инфекционный процесс (местный или общий), травма сустава, аллергия, аутоиммунные заболевания, нарушения обмена веществ. Существуют и такие воспалительные заболевания суставов, этиология которых до сих пор представляется недостаточно ясной, примером такой патологии является «Ревматоидный артрит» Для выбора терапии лечения артрита необходимо поставить диагноз и определить, какой именно фактор привел к развитию патологического процесса. Диагностика артрита складывается из следующих данных:
1. Тщательного анамнеза заболевания.
2. Выявления его связи с аллергическими, инфекционными заболеваниями, травмой.
3. Характерной клинической картины артрита.
4. Лабораторного метода обследования (при обследовании пациента выявляют признаки воспаления, повышение уровня мочевой кислоты, наличие антител к гемолитическому стрептококку группы А и т. д.).
5. Инструментальной диагностики (рентгенография, УЗИ, компьютерная или магниторезонансная томография).
6. Исследования синовиальной жидкости.

В последние годы для более точной диагностики артритов применяют артроскопию, которая позволяет произвести тщательный осмотр суставной полости, произвести забор синовиальной жидкости для её последующего анализа.
Основным методом инструментальной диагностики при артритах является рентгенография. Её обычно проводят в двух проекциях, по показаниям рентгеновские снимки могут делаться и дополнительных проекциях, позволяющих более детально выявить локальные изменения, происходящие в пораженных суставах. Для уточнения изменений в суставных тканях, которые обычно плохо различимы при рентгенологическом исследовании, например, участки эпифизов, применяют компьютерную или магниторезонансную томографию.
Основной трудностью в диагностике артрита является то, что ни один из методов лабораторной или инструментальной диагностики заболевания не позволяет однозначно и точно поставить правильный диагноз. Для диагностики артрита, выявления его причины, а следовательно, правильного выбора назначаемого лечения, необходимо комплексное обследование пациента. Все данные, полученные при обследовании, затем должны быть связаны с клинической картиной заболевания.

## Лечение
Одним из методов лечения является лечебная гимнастика. С выполнением всей программы ЛФК больной улучшит подвижность сочленений и укрепит мышечно-связочный аппарат. Физкультура при артрите не должна вызывать сильных болей. Все движения необходимо выполнять в допустимой амплитуде.
При отсутствии внесуставных проявлений начинают с подбора нестероидных противовоспалительных средств: ацетилсалициловую кислоту (2—3 г/сут), индометацина (100—150 мг/сут), Диклофенак (100—150 мг/сут), бруфена (1—2 г/сут); терапия данными препаратами осуществляется длительно (не курсами), годами.
Одновременно в наиболее пораженные суставы вводят кортикостероидные препараты (гидрокортизон, Триамцинолон). Прогрессирование болезни, несмотря на указанную терапию, является показанием для присоединения базисных средств: Ауротиопрол (34 мг золота, содержащегося в 2 мл 5 % или в 1 мл 10 % раствора препарата, 1 раз в неделю в/м), D-пеницилламина (300—750 мг/сут), Хлорохин (0,25 г/сут), левамизола (150 мг/сут). Эти препараты действуют медленно, поэтому должны приниматься не менее 6 мес, а при значительном лечебном эффекте и более, подчас годами. Терапия препаратами золота в настоящее время считается недостаточно эффективной, и при наличии более совершенных препаратов данная схема терапии не используется.
Кортикостероиды внутрь при отсутствии внесуставных проявлений необходимо назначать как можно реже, обычно лишь при выраженных болях в суставах, не купирующихся нестероидными противовоспалительными препаратами и внутрисуставным введением кортикостероидов, в небольших дозах (не более 10 мг/сут преднизолона), на небольшой срок и в сочетании с базисными средствами, позволяющими впоследствии уменьшить дозу гормонов или полностью их отменить. Кортикостероиды (преднизолон 20—30 мг/сут, иногда до 60 мг/сут) абсолютно показаны при наличии высокой лихорадки. Разрабатываются препараты кортикостероидов избирательно концентрирующихся в хрящевой ткани суставов и поэтому менее токсичных по сравнению с обычными кортикостероидами.  
На поздних стадиях болезни, при потере функции сустава или неконтролируемых медикаментозно симптомах используют хирургическое лечение. Среди самых распространенных методов: артропротезирование (замена пораженного сустава искусственным), стабилизирующие операции (артродезирование), пластика пораженных суставов.

## Профилактика
С возрастом риск возникновения артрита только возрастает, потому профилактику нужно начинать с молодости.
Появлению артрита способствуют:
- избыточный вес;
- неправильное питание;
- частые травмы и переломы;
- сильная нагрузка на суставы, связанная с условиями труда.

Для профилактики артрита необходимо :
1. следить за весом, так как лишний вес увеличивает износ суставов;
2. поднимать тяжести правильно, не изгибая позвоночник влево-вправо, избегая травм и лишних нагрузок на суставы и мышцы;
3. регулярно заниматься физическими упражнениями, так как хорошо развитый «мышечный корсет» уменьшает нагрузку на суставы;
4. питаться сбалансированно, включая в рацион полиненасыщенные жирные кислоты (жирная рыба, рыбий жир) и кальций (молочные продукты, рыба), также исключить животные жиры (источник «плохого» холестерина), есть больше овощей и фруктов. Омега-3-ненасыщенные жирные кислоты облегчают симптоматику артрита (в частности, за счёт синтеза противовоспалительных молекул — резолвинов[8]). Исследование 2112 пациентов с подтверждённым рентгенографией остеоартритом колена показало, что более высокое потребление магния соответствует достоверному снижению риска остеоартрита (Р=0,03)[9];
5. сократить употребление сахара и других легкоусваиваемых углеводов (напр. газированных напитков);
6. не курить и не употреблять алкоголь — это также влияет на суставы отрицательно;
7. сохранять правильную осанку, что позволяет снизить нагрузку на суставы;
8. правильно организовать рабочее место так, чтобы сидеть было удобно, не приходилось наклоняться вперёд, закидывать голову назад, напрягать спину и шею;
9. делать перерывы в работе, связанной с длительным сидением/стоянием. В перерывах делать лёгкие упражнения.